# DVD-ROM
Mit DVD-ROM (Digital Versatile Disc – Read Only Memory) wird eine DVD-Variante bezeichnet, die vornehmlich dem Abruf von Computerdaten dient. Sie ist der direkte Nachfolger der CD-ROM.

## Spezifikation der Medien
Die DVD-ROM-Spezifikation ist die Basis aller bisher verfügbaren DVDs und legt das physische und logische Format fest, also die Maße und das Dateisystem der Scheibe, das Modulationsverfahren (EFMplus) und die Fehlerkorrektur (Reed-Solomon-Code). Darüber hinaus aber auch:
- Die Reflektivität des Materials (zwischen 45 Prozent und 85 Prozent bei der ersten Schicht – im Gegensatz zu den rund 80 Prozent bei der CD – und zwischen 13 Prozent und 35 Prozent beim zweiten Layer).
- Die durchschnittliche Datenrate, mit der eine DVD mindestens ausgelesen werden muss.
- Die Speicherkapazitäten sämtlicher Varianten.
- Die Größe des Datenbereichs pro Sektor beträgt 2048 Byte.
- Den Overhead, den die Fehlerkorrektur für sich beanspruchen darf (etwa 13 Prozent).

## Normen und Standards
- ISO/IEC 16448, basiert auf dem Standard ECMA-268 für 80-mm-DVDs
- ISO/IEC 16449, basiert auf dem Standard ECMA-267 für 120-mm-DVDs.